# Copalnic-Mănăștur
Copalnic-Mănăștur – wieś w Rumunii, w okręgu Marmarosz, w gminie Copalnic-Mănăștur. W 2011 roku liczyła 911 mieszkańców.